# Fleringe-Bungebranden
Fleringe-Bungebranden var en skogsbrand på norra Gotland vid mitten eller under senare delen av 1600-talet, som torde ha varit en av de största kända skogsbränderna på Gotland genom tiderna. Den omfattade större delen av utmarkerna i Fleringe, Bunge och Rute socknar och en stor del av Lärbro socken. 
Tidpunkten för branden är inte känd, den främsta källan till brandkatastrofen är skattläggningskartorna från 1694-1695 som utvisar att större delen byarnas skog förstörts av eld och efterföljande angrepp av barkborre. Vid Bräntings i Rute socken sägs branden 1696 ha skett för "20 år sedan". Enligt en annan uppgift i Hässle skall branden ha inträffat 34 år tidigare, det vill säga 1662. I vissa av handlingarna anges brandorsaken till "Tordens ild", det vill säga åsknedslag. Enligt en uppgift i Haqvin Spegels 1680 upprättade kyrkoinventarium sägs Fleringe kyrka ha brunnit 9 augusti 1676. Möjligen kan denna brand ha samband med den stora skogsbranden. Möjligen handlar det om två olika skogsbränder.
Sydväst om Fleringe kyrka finns ett omfattande strandvallsområde med kala strandvallar om 80 hektar, med spår av förkolnade furustubbar. Av kartmaterialet framgår att den här strandvallen var skogbeväxt.
Det berörda området omfattar två områden, varav det östra omfattande 5.600 hektar mestadels anges förstört av barkborrar, medan det västra om 1.400 hektar främst anges förstört av eld.